# Osredak (Zenica)
Pour les articles homonymes, voir Osredak.
Osredak (en cyrillique : Осредак) est un village de Bosnie-Herzégovine. Il est situé sur le territoire de la ville de Zenica, dans le canton de Zenica-Doboj et dans la fédération de Bosnie-et-Herzégovine. Selon les premiers résultats du recensement bosnien de 2013, il compte 132 habitants.

## Démographie

### Évolution historique de la population dans la localité
| 1948 | 1953 | 1961 | 1971 | 1981 | 1991 | 2013 |
| ---- | ---- | ---- | ---- | ---- | ---- | ---- |
| -    | -    | 82   | 116  | 146  | 133  | 132  |

|  |

### Répartition de la population par nationalités (1991)
En 1991, les 133 habitants du village étaient tous Musulmans (bosniaques).